# Eugène Broerman
Eugène Broerman, né à Bruxelles le 12 juillet 1861 et mort à Saint-Gilles le 7 octobre 1932 , est un artiste peintre belge.

## Biographie
Eugène Broerman entre à l'Académie royale des beaux-arts de Bruxelles en 1873 où il est l'élève de Jean-François Portaels et y côtoie James Ensor, Adolphe Crespin, Fernand Khnopff, Guillaume Van Strydonck, Théo van Rysselberghe, Rodolphe Wytsman, Frantz Charlet et E. Duyck. Il est l'ami du sculpteur Guillaume Charlier et est un des artistes que le mécène Henri Van Cutsem apprécie et soutient.
Grâce au Prix Godecharle obtenu en 1881 et dont il est le premier lauréat, Broerman voyage en Italie, à Rome, Florence, Ravenne, Venise et Naples, ainsi qu'en Provence.
En 1896, il crée l'Œuvre nationale de l'Art appliqué à la rue et aux objets d'utilité publique et, en 1898, il organisera le premier Congrès d'art public à Bruxelles. Entre 1907 et 1914, il dirige la revue L'Art public.

## Œuvre
Broerman est portraitiste, peintre de genre, de marines et de paysages. Il est l'auteur de peintures monumentales pour le château royal de Ciergnon. Il collabore ensuite avec Frans Hens à un Panorama du Congo destiné à la section coloniale de l'Exposition universelle de 1897 à Tervuren, mais qui restera à l'état de projet.
Il fut le promoteur de la décoration des façades par la peinture et la sculpture. En tant que dessinateur de l'État belge, il réalisera des diplômes et élaborera des décorations nationales.
Cependant son œuvre la plus connue du grand-public sera les fresques allégoriques sur le thème de l'effort, enlevées d'un trait de pinceau de très grand style, ornant la salle du conseil de l’hôtel de ville de Saint-Gilles.

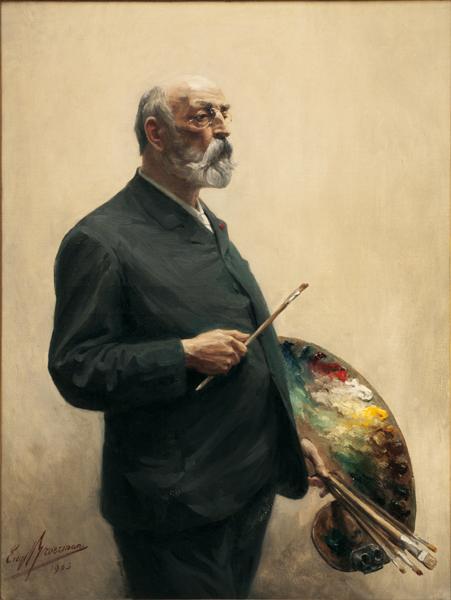
Portrait de André Hennebicq
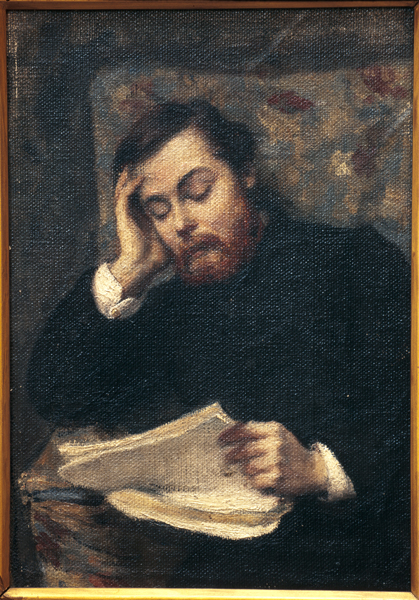
Portrait de Guillaume Charlier
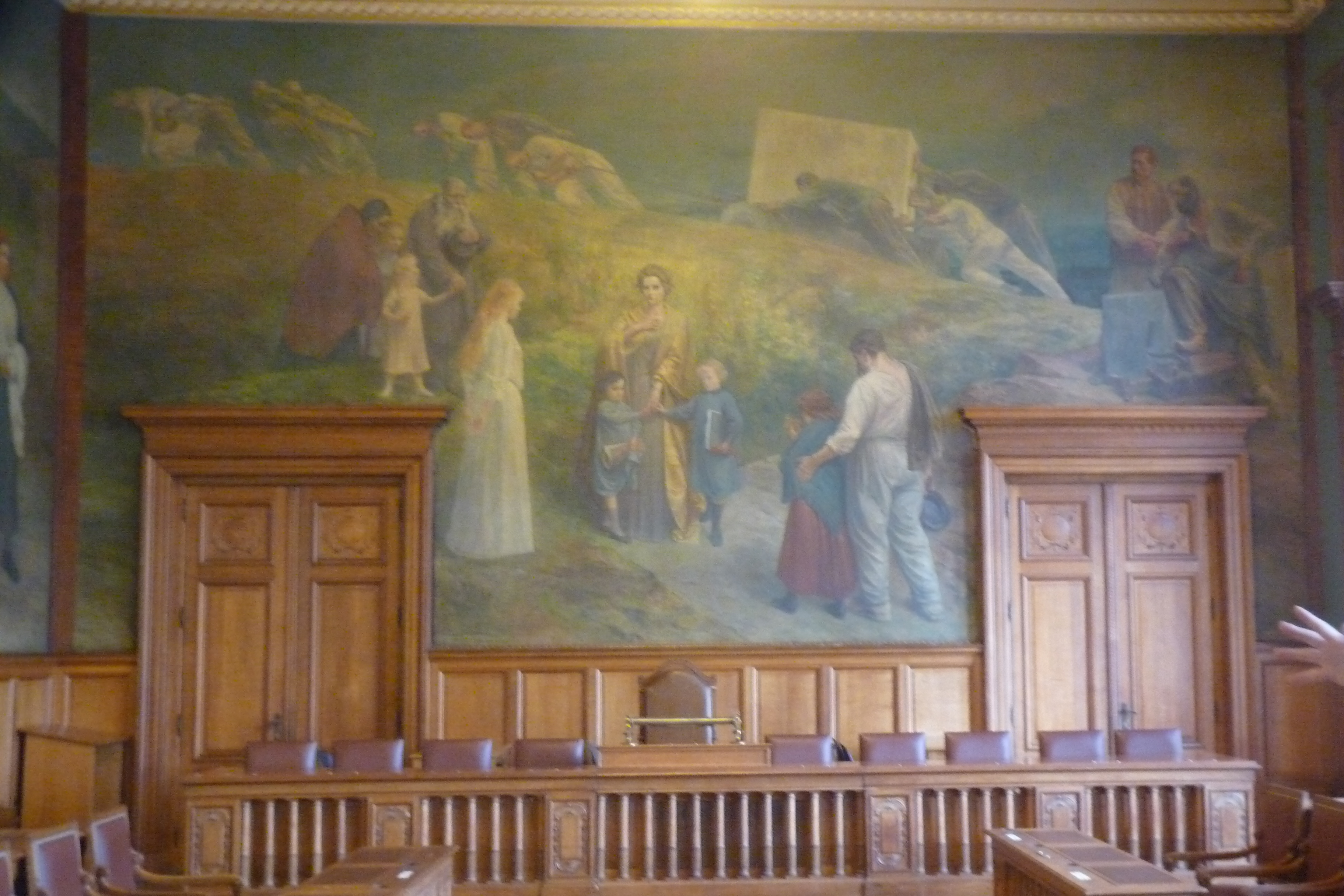
Saint-Gilles (Bruxelles)
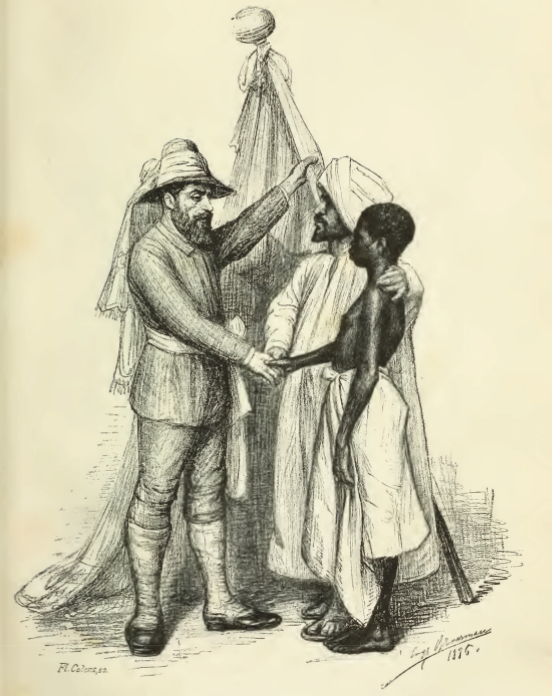
L'Union des trois races

## Prix et distinctions
- Prix Godecharle en 1881.
- Commandeur de l'ordre de Léopold en 1932[2].
- Officier d'Académie de France.
- Officier de l'ordre de Notre-Dame de l'Immaculée Conception de Vila-Viçosa (Portugal).

## Publications
- 1893 : Célébrités nationales, Bruxelles, 1893, orné de cinquante-cinq portraits de personnalités du règne du roi Léopold II.